# Lascaris di Briga
I Lascaris di Briga (o Lascaris di Ventimiglia e Briga) costituiscono un'importante linea di successione dei conti di Ventimiglia, i quali, nel ramo primogenitale, assunsero alla fine del XIII secolo il cognome Lascaris per il matrimonio di Guglielmo Pietro I di Ventimiglia con la principessa bizantina Eudossia Lascaris.
Il ramo dei Lascaris di Ventimiglia e Briga sorse a seguito del testamento di Guglielmo Pietro II Lascaris, conte di Ventimiglia e Tenda, redatto il 7 aprile 1358. Infatti, in questo atto la signoria fu divisa tra i figli del conte. Tenda e i principali territori comitali rimasero in possesso del primogenito Pietro Balbo II e di Antonio, monaco benedettino, mentre Briga venne suddivisa tra gli altri fratelli: Luigi Lascaris di Ventimiglia, celebre poeta e uomo d'arme, Giovanni, monaco nel monastero di Lérins, Guglielmo Pietro III e Ranieri.
Il lignaggio dei Lascaris di Briga si estinse all'inizio del XIX secolo con Honoré-Théodore Lascaris, conte di Briga e Gorbio, che divorziò dalla bellissima Jeanne-Rosalie de Reghat nel 1793. Honoré-Théodore (detto Diplo Lascaris per essere di madre e padre Lascaris) fu colonnello del reggimento Royal-Italien e poi del reggimento Lascaris nell'armata del principe Luigi-Giuseppe di Borbone-Condé.

## La struttura storico-economica della signoria brigasca
La contea di Briga nei secoli XIV e XV prosperò, sotto la guida dei Lascaris, in ragione della strategica posizione di controllo della Via del sale, fondamentale arteria commerciale che vedeva ogni anno partire da Nizza e Ventimiglia decine di migliaia di mule, dirette a Cuneo o Torino, con il prezioso carico di sale marino, ritornando poi cariche di pregevoli manufatti e derrate alimentari. Il sale scaricato nei porti di Nizza e Ventimiglia - o prodotto in loco - poteva viaggiare per una strada all'interno delle terre attraverso le valli di Ventimiglia, della Roia controllata da Briga, il Col di Tenda per passare infine in Piemonte. Sin dall'inizio del XIII secolo i conti di Ventimiglia riattarono le antiche vie di comunicazione romane che dai porti di Nizza e Ventimiglia permettevano il commercio dell'«oro bianco» – il preziosissimo sale – con l'entroterra piemontese. Altra fondamentale infrastruttura commerciale e militare brigasca fu costituita dalla via Marenca. Il suo percorso si snodava da Limone e da Tenda quindi per il Passo di Boaria scendeva al Colle dei Signori, le Navette, il passo Tanarello – controllato dai signori di Briga – per passare poi alle Castellanie, formate dai borghi incastellati di Mendatica, Pornassio, Cosio, Borghetto e Montegrosso, in val Arroscia, sempre sotto il dominio brigasco. La via, fondamentale per la ricca pastorizia transumante e l'industria della lana, proseguiva ai passi di Garessio - dominato dagli Scarella vassalli dei Lascaris - e Mezzaluna, per poi inoltrarsi verso sud, lungo i crinali delle valli Argentina, Impero e Maro. 
Nel 1388 il conte di Savoia si impadronì della contea di Nizza e della parte orientale dell'antica contea ventimigliese, ossia della val Vésubie, ma i conti di Tenda e Briga continuarono a frapporre al commercio sabaudo il controllo della vitale val Roia. Nel 1407 il conte di Savoia tentò di aprire una via alternativa al commercio passando dalla val Vésubie, ma il limite di questa nuova direttrice fu costituito dal passo di Finestre, impraticabibile d'inverno mentre il commercio del sale si svolgeva soprattutto in quella stagione. Durante i secoli XV-XVI la principale arteria commerciale continuò dunque a passare da Briga, permettendo ai Lascaris di orientare da una posizione di forza la loro nuova alleanza con i dinasti savoiardi che nel 1406 acquistarono parte della signoria brigasca e resero vassalli i Lascaris. Mentre i Lescaris di Tenda mantennero viva la propria linea politica avversa ai Savoia, imponendo pesanti pedaggi al commercio straniero. Questa situazione tra l'altro, il 17 marzo 1491, mosse re Carlo VIII di Francia a tentar di proibire al conte di Tenda l'imposizione di pedaggi considerati 
esorbitanti.
Come accennato, altra fondamentale attività economica nel Brigasco fu costituita - come nella vicina contea di Tenda - dall'allevamento. Sin dal 1270 sono documentate le presenze delle greggi tendasche a Roquebrune-sur-Argens, e quelle di Briga attraversano nella transumanza i territori di Puget-sur-Argens e Saint-Raphaël. I pastori brigaschi e tendaschi sono segnalati nel 1374 nella vicaria di Draguignan e nel 1391 a Grasse, e poi nella prima metà del XV secolo a Fréjus, Aribeau, Mandelieu, Napoule e Cabris.

## Successione e storia dei Lascaris conti di Briga
- Luigi I, conte di Limone Piemonte e Briga (1369-1399) fonda il ramo familiare dei Lascaris di Briga. Luigi fu figlio di Guglielmo Pietro II, conte di Ventimiglia, Tenda e Briga, gran ciambellano del Regno di Sicilia/Napoli, ed è ricordato da una carta dell'Abbazia di St-Pons di Nizza del 24 settembre 1343: “nobilem virum Dominum Guilhelmum Petri comitum de Tenda et Ludovicum ejus filium”.

Secondo una leggenda, Luigi, come terzogenito, fu fatto entrare dal padre in un monastero agostiniano, ma, innamoratosi di Tiburga Grimaldi di Boglio, fuggì dal monastero per sposarsi - nel 1346 - con l'amata e porsi al servizio della regina Giovanna I d'Angiò. A capo dell'armata navale angioina Luigi si distingue per il suo valore e abilità militare, ottenendo a più riprese segnalate vittorie contro le incursioni di mercenari bretoni, inglesi e armagnacchi. 
Luigi divenne famoso in Provenza, sia come grande capitano, sia come poeta, frequentatore delle corti d'amore, dove leggeva i suoi componimenti in occitano, in particolare i poemi La Paurilha e Las miserias d'aquest mond. Inoltre, tenne alto il blasone dei conti di Ventimiglia in giostre e tornei. Secondo i suoi contemporanei Luigi I Lascaris
(Rossi, Storia della città di Ventimiglia, p. 145.)
Il 23 febbraio 1369, Luigi firmò un trattato di pace nella terra di Saorgio, al fine di far cessare la guerra tra la regina Giovanna I d'Angiò, da una parte, e Guglielmo Pietro II, Pietro Balbo II Lascaris, dall'altra. I conti di Ventimiglia rendono omaggio e fedeltà personale alla regina, questa a sua volta riconosce la loro signoria sui comitati di Tenda, Briga, Limone e Vernante. Intervenne come testimone il sire Guglielmo Lascaris di Gorbio. Il seguente 5 luglio 1369, Guglielmo Pietro II e Pietro Balbo II giurano fedeltà alla regina Giovanna.
In 27 feb 1378, Luigi insieme Guglielmo Pietro III, Pietro Balbo II, in Briga confermano i capitoli doganali, le franchigie e le libertà concesse dal padre Guglielmo Pietro II alla comunità di Briga. All'11 maggio 1379, Luigi impone l'osservanza alla comunità di Briga dei relativi privilegi e immunità. Il 18 giugno, 1379 il Comune e gli uomini di Briga si appellano all'imperatore contro le condanne di Luigi. 
Il 15 luglio 1379, si stipula un accordo tra Luigi e il Comune di Briga, in presenza di Pietro Alfonso Lascaris, signore di Conio e suo cognato.
Il 21 settembre 1379, invio di lettera del juge-mage di Provence, per appello contro il Comune di Briga affinché siano rispettati gli ordini di Guglielmo Pietro, signore di Conio e vicario del conte Luigi. Il 20 dicembre 1380, il juge-mage di Provence pronuncia sentenza d'arbitrato tra il Comune di Briga e il conte Luigi. Tra il 1376 e il 1379 il conte Luigi, con i fratelli, promuove la ristrutturazione e il potenziamento del castello di Briga. Il 26 febbraio 1383 in Aix-en-Provence, Luigi è investito della signoria di Roquette-sur-Var dal re Carlo III di Durazzo, e contestualmente presta il relativo omaggio al sovrano. 
Il 2 agosto 1388, Bona di Borbone, contessa di Savoia, si pronuncia in arbitraggio per beni venduti a Luigi I Lascaris da Luigi Grimaldi. Questo atto si inserisce nella definitiva scelta di campo di Luigi Lascaris verso il partito savoiardo. Peraltro, già il matrimonio di Luigi Lascaris con Tiburga Grimaldi di Boglio costituì un'alleanza politica del signore di Briga con la dinastia del nipote Giovanni Grimaldi di Boglio, gran siniscalco di Provenza – di cui però controllava solo la vicaria di Nizza - per conto di re Ladislao di Durazzo e longa manus dei Savoia nelle contee di Nizza e Ventimiglia. Il Grimaldi sin, almeno, dal 1385 aveva tramato la consegna di Nizza al conte di Savoia. Proprio in coincidenza del 2 agosto 1388 – in corrispondenza dell'atto di arbitraggio della reggente Bona di Savoia favorevole al Lascaris – Giovanni Grimaldi sottoscrisse un trattato segreto con i Savoia, garantendo ai dinasti sabaudi la consegna del governo di Nizza e della Provenza orientale in cambio di ampliamenti della propria baronia di Boglio. 
Sempre in relazione alle operazioni preparatorie dell'occupazione del vicariato di Nizza da parte dei Savoia, il 21 agosto 1388, Georges de Marle, siniscalco di Provenza per conto di Luigi d'Angiò re di Sicilia – ma anch'esso segretamente “uomo del conte” di Savoia - a nome del re di Sicilia, confermò le gabelle sul sale al conte Luigi Lascaris, rappresentato dal suo vassallo e cugino Guido Lascaris di Castellar. 
Il 19 maggio 1399, il Comune di Briga presta fedeltà e omaggio ai conti Pietro e Giovanni Lascaris, del fu Luigi, richiamando i patti e convenzioni del 30 settembre 1274 e del 14 ottobre 1324. 
- Raniero I Lascaris, consignore di Briga (1/3) e Limone (1/6) figlio di Luigi I e di Tiburga Grimaldi, sposa Maddalena Grimaldi – figlia di Luca, consignore di Antibes e Cannes - . Il 27 ottobre 1404 , il Comune di Briga presta omaggio ai fratelli Raniero, Giovanni e Pietro Lascaris, ciascuno per 1/3 della contea di Briga e signorie annesse. Il 22 dicembre 1406 è sottoscritto un patto fra Amedeo VIII di Savoia e i tre fratelli conti di Briga, che prestano omaggio al conte di Savoia – per le loro quote signorili di Briga e Limone - in cambio di privilegi commerciali sulle saline di Nizza. Il 15 agosto 1411 si stipula una convenzione tra Francesco Berto, marchese di Ceva e signore di Chiusa e i fratelli Raniero, Giovanni e Pietro Lascaris, conti di Briga, per delimitare i confini tra il castello di Mirabello e Chiusa Pesio, e per il riconoscimento del diritto di pascolo dei Brigaschi in plano Mall Aquaricii, nel territorio di Chiusa. Raniero risulta defunto nel 1430, lasciando i figli Carlo II, Tommaso II, Nicola III Giovanni Antonio III, Luchino II e Ilaria II.

- Luchino II Lascaris di Briga nasce intorno al 1405, da Ranieri II signore di Briga e da Maddalena Grimaldi. Il 18 marzo 1413, rimasto orfano, è sottoposto alla tutela dello zio Giovanni/Gioanino Lascaris di Briga,[7] insieme ai fratelli Carlo/Carlone II e Nicolò III – monaco di Lérins – e ai cugini Marco/Marchetto e Luigi del fu Pietro.Ruderi del castello di Briga.

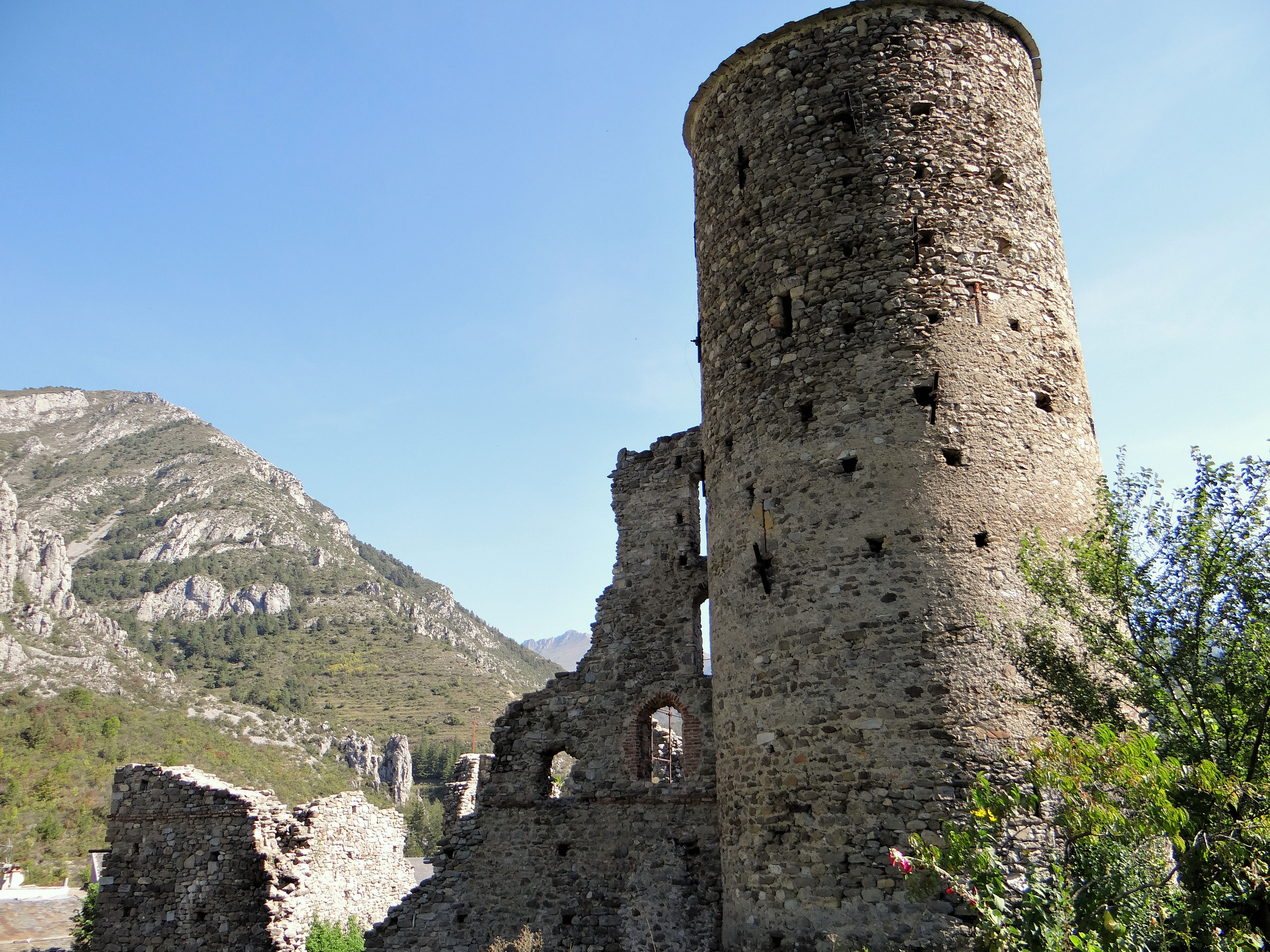
Ruderi del castello di Briga.

Luchino, insieme al fratello Carlo, nel 1426 vende 1/6 di Limone a Giovanni-Antonio I e Giovanni Lascaris di Tenda, che il 26 agosto 1426 acquistano un altro sesto della signoria di Limone da Giovanni, zio di Luchino, al prezzo di duemila fiorini. Il 28 luglio 1427 interviene una convenzione, con rettifica dei confini, fra Giovanni Lascaris di Briga e i suoi nipoti, da una parte, e i cugini conti di Tenda dall'altra. L'anno successivo, il 28 luglio, Luchino fornisce al duca Amedeo di Savoia quietanza per cessione di una quota signorile su Briga, e, l'8 ottobre 1428, lo stesso duca investe Luchino, i fratelli e i cugini Tibaldo e Galeazzo – figli dello zio Giovanni – del medesimo castello e territorio di Briga.
Il 7 agosto 1436 Luchino e i fratelli addivengono a una transazione con la madre, vedova di Ranieri II, circa la vendita di una proprietà al notaio e prevosto Giacomo Fenoglio. Fra il 10 e il 12 agosto 1440, Luchino acquista dai cugini Antonio Ventimiglia del Maro e Antonio Ventimiglia di Conio – al prezzo di 6.500 fiorini - una serie di signorie feudali e castellanie ventimigliesche nei comitati di Ventimiglia, Albenga e Oneglia, ossia: 1/2 delle carature di Conio, Prelà, Canetto, Borghetto e altre proprietà in Val d'Arroscia, ovvero Cosio, Mendatica, Pornassio e Montegrosso, oltre a frazioni feudali e allodiali in Villatalla, Stonzo e Borghetto di Mendatica. Negli anni 1457, 1475, 1482 e 1483 si succedono delle convenzioni e accordi tra la Comunità di Briga e Luchino Lascaris.
Altri accordi sono sottoscritti – il 31 maggio 1460 - dai fratelli Luchino e Carlo e dal cugino Tebaldo, sposi rispettivamente di Caterina, Giannetta/Gioanetta e Tommasina Litti – figlie di Pietrolino Litti consignore di Saint-Auban – circa le doti consistenti nei feudi di Bouyon, Bonson, Rocchetta del Varo e Dosfraires, nonché sulle annesse gabelle e pedaggi. Finalmente, l'11 ottobre 1461, interviene la divisione delle doti Litti: Luchino acquisisce Dosfraires, mentre a Carlo sono assegnati Bouyon, Bonson e Rocchetta del Varo.
Il 17 luglio 1461 le Comunità di Briga e Limone presentano una querela al Vicario della Contea di Ventimiglia e Val Lantosca, contro il duca di Savoia, già acquirente di alcune terre da Antonio I Lascaris, il 22 marzo 1419. Il successivo 18 ottobre 1463 è la volta di Luchino e Carlo Lascaris di presentare una protesta contro la Comunità di Briga. Mentre, il 20 settembre 1466, Luchino, Carlo e il cugino Tebaldo ricevono reinvestitura di Briga e si dividono la medesima signoria. Il 17 febbraio 1470 i signori di Briga intervengono a favore della Comunità ottenendo diversi privilegi presso il Governatore di Nizza.
Gli anziani fratelli Luchino e Carlo Lascaris sono nominati arbitri e dettano sentenza il 28 gennaio 1476, nella divisione della signoria di Gorbio, in vertenza tra Otto e Garniero, figli di Enrico Lascaris di Gorbio. Interviene al giudizio anche Bartolomeo di Guglielmo Lascaris di Castellar.
Il 12 agosto 1494 la Comunità di Briga presta omaggio ai signori Luchino fu Ranieri, Pietro fu Tebaldo, Pietro fu Carlo Lascaris e al duca Carlo-Giovanni di Savoia.
Luchino II Lascaris di Briga - conte di Ventimiglia, signore di Dosfraires, consignore di Briga, Limone, Conio, Prelà, Canetto, Cosio, Mendatica, Borghetto di Mendatica, Pornassio, Montegrosso, Villatalla, e Stonzo – dalla moglie Caterina Litti ebbe i figli Celestino I, Nicolò V, Ranieri III, Onorato VI e Maria III. Nel 1496, in occasione dell'omaggio reso al duca Filippo II di Savoia, i fratelli Carlo e Luchino risultano già defunti e prestano omaggio i rispettivi eredi: Pietro e la madre Giannetta Litti per Briga, Bouyon, Bonson e Rocchetta sul Varo, i cugini Nicolò V e Celestino I – figli di Luchino - per i restanti carati di Briga.

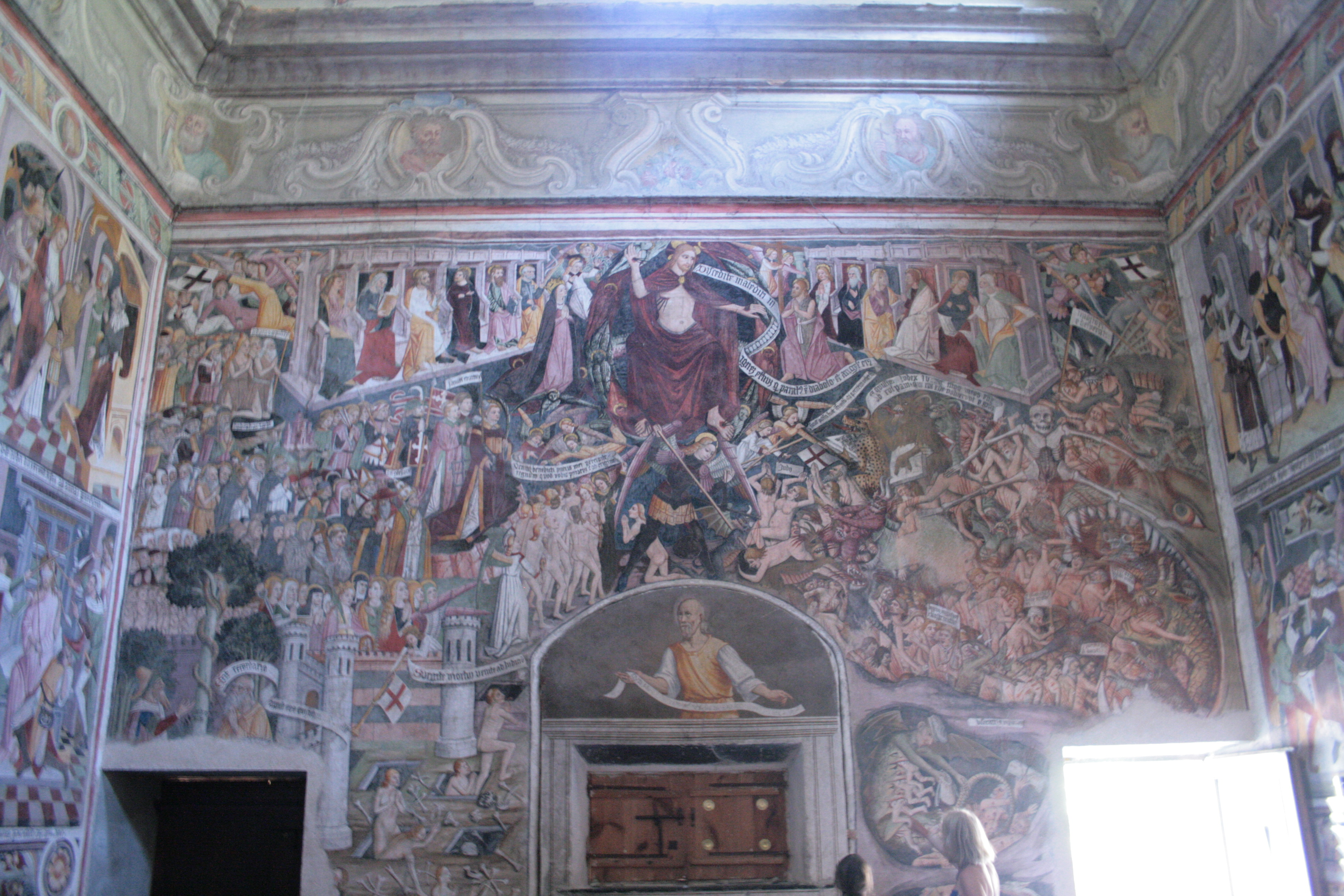
Particolare dei freschi del Santuario di Nostra Signora del Fontan, completati nel 1492 da Giovanni Canavesio, all'epoca del conte Luchino II Lascaris.

- Tebaldo Lascaris di Briga, conte di Ventimiglia cugino di Luchino II, è nominato vicario di Mondovì il 14-15 settembre 1447, e di Cuneo il 7 gennaio 1461, il 3 aprile 1459 e il 3 gennaio 1460 Tebaldo riceve lettere ducali credenziali per ambasceria al Governatore di Genova. Il 18 luglio 1457 la Comunità di Briga si obbliga a versare a Tebaldo Lascaris ducati 105 e fiorini 80 anticipati al Duca di Savoia per il donativo dovutogli dalla medesima Comunità.[8]

- Giovanni Antonio Lascaris, figlio primogenito di Tebaldo dei conti di Briga, fondò la cappella di Nostra Signora delle Nevi, dedicandola ai santi Luigi e Nicola. In seguito, nel 1507, il fratello Petrino la dotò di un trittico dedicato a Nostra Signora delle Nevi, commissionato all'artista Sebastiano Fuseri. L'opera fu concepita in ringraziamento e penitenza, per il coinvolgimento dei Lascaris di Briga nella congiura e assassinio del cugino Onorato I Lascaris conte di Tenda. In questa cappella furono inumati Tommaso Lascaris vicario di Briga (1561) e Onorato Lascaris di Ventimiglia, vescovo di Aosta (1595).

- Celestino I Lascaris è figlio di Luchino II consignore di Briga, e risulta in atto del 19 ottobre 1494 come fratello di Onorato VI, Nicolò V e Ranieri III, monaco di Lérins. Nel 1496 Celestino presta giuramento come sindaco di Nizza e nel medesimo anno presta omaggio – come sopra accennato – quale signore di Briga, atto ripetuto il 4 febbraio 1501 in favore del duca Filiberto di Savoia e ancora il 15 ottobre 1505, insieme a Nicolò, per l'investitura di 1/3 della signoria di Briga. L'11 aprile 1524 Celestino stipula in Nizza una transazione con le figlie di Pietro Lascaris, Tommasina e Caterina, la prima, moglie di Renato Grimaldi di Boglio – figlio di Marietta Lascaris - la seconda, sposa di Giacomo figlio di Celestino. Il 1º luglio 1527 Celestino redige nel suo castello di Dosfraires un codicillo testamentario, seguito da testamento in Nizza, in cui sono nominati suoi eredi, oltre al figlio Giacomo, il fratello Onorato e il nipote Pietro. Il 26 novembre 1532, Celestino, e il figlio Giacomo, sono investiti della signoria di Briga, compresa la quota della nuora Caterina erede di Pietro Lascaris. In atto del successivo 11 dicembre, concernente il figlio Giacomo, Celestino risulta deceduto. Celestino I Lascaris di Briga - conte di Ventimiglia, signore di Dosfraires, consignore di Briga, Limone, Conio, Prelà, Canetto, Cosio, Mendatica, Borghetto di Mendatica, Pornassio, Montegrosso, Villatalla, e Stonzo – fu sposo di Caterina Passana dalla quale ebbe la figlia Brigitta – sposata il 22 settembre 1503 – e i figli Bartolomeo V, Raimondo V e Giacomo VII.[9]

## Il territorio della contea di Briga
L'antico comune e la contea di Briga disponevano di un territorio molto vasto, che, con i suoi alpeggi e terre, includeva i limiti naturali di più valli. Compreso tra la val Roia e l'alta valle Argentina, si estendeva lungo l'alta val Tanarello fino al Col di Nava con il bosco delle Navette.
Nel secolo XI, gli uomini di Briga ottennero una carta di franchigia dal marchese Arduino Glabrione - riconfermata intorno al 1000 da Ottone e Corrado, conti di Ventimiglia - che concesse loro lo sfruttamento di tale territorio. È questo il documento più antico emesso a favore degli uomini di Briga, Tenda e Saorgio che menziona le popolazioni della val Roia.
Una sentenza del 1162 dirime una vertenza territoriale tra Briga e Tenda, discussa presso la corte imperiale di Triora, che attesta, tra l'altro, la sussistenza di un'organizzazione comunitaria degli abitanti dei luoghi. Il trattato di definizione dei confini territoriali, stipulato a San Dalmazzo nel 1163, stabiliva l'estensione del comitato brigasco fino alla strada di Cravaluna (Caprauna), sopra Navarne, ai Gias di Malaberga; di qui saliva a Carnino e a monte Cavallo e si spingeva fino alla Guardiola, poco sopra la Certosa di Pesio, e, nei secoli XIV-XV, comprendeva lo strategico castello di Mirabello della Chiusa. Il territorio brigasco comprendeva l'isola giurisdizionale tra Mondovì e Chiusa Pesio, tra il Gias dell'Ortiga e la punta Marguareis, in località denominata Carsene. Nel 1173 questo territorio risulta tra le proprietà della costituenda Certosa di Pesio da parte dei signori di Morozzo. 
Al 10 giugno 1390, è definito per Briga il limite giurisdizionale con i possedimenti della città di Mondovì lungo la Valle Fredda. L'oggetto del contendere sono le Alpi già dei signori di Morozzo, che vengono a essere delimitate dai territori della città di Mondovì, di Briga, di Chiusa e dalla castellania di Pieve di Teco. Di esse vengon fatte tre parti, due attribuite ai contendenti in base al principio di vicinanza ai loro confini, mentre quella centrale rimane in comune e in futuro non si potrà dividere. Gli uomini delle due comunità vi potranno portare al pascolo i loro animali, eccetto bovini e maiali. Briga, tra maggio e il primo luglio - come atto di ricognizione - dovrà consegnare due sparvieri e ricevere in cambio un paio di calze di lana bianca d'agnello. Le Alpi di Morozzo furono parzialmente occupate dai conti di Ventimiglia almeno dalla seconda metà del Duecento, come si ricava da un documento del 15 giugno 1275, in cui il vicario genovese Giacomo Spinola intimava ai conti di Ventimiglia e ai signori di Ormea di non disturbare i pascoli delle monache di Pogliola: Dominus Iacobus Spinola, vicarius pro comuni precepit, Dominis petro Balbo et Oberto comitibus de Vintimila et Bertolino de Bruschis iudici Ulmete, et Bertolino et Iacobino et Georgio, dominis Ulmete, quatenus sub pena librarum quingentarum Ianuensium iuxta mandatum dominorum capitaneorum communis et populi permittant libere personas et bestias monasterii predicti pascere in Alpibus Morotii. Verso la Liguria la giurisdizione di Briga raggiungeva il colle di Garessio.
Il comune brigasco di antico regime si suddivideva in due quartieri principali: Borgoricco e Borgo Ciambarano, entrambi sulla riva sinistra del Roia, a spartiacque del torrente Riosecco, affluente del Levenza. Inoltre, è documentata la presenza di una decina di nuclei abitati che popolavano l'area del Tanarello; in particolare si ricordano "cinque villate": Piaggia, Morignolo, Carnino, Upega e Realdo. I conti di Briga estendevano il proprio dominio alla consignoria di Limone Piemonte e controllavano quasi per intero i redditi della dogana di Roccavione.